# Swansea Bay
Swansea Bay är en vik i Storbritannien.   Den ligger i riksdelen Wales, i den södra delen av landet, 260 km väster om huvudstaden London.